# Greendale
Greendale är ett album med Neil Young och Crazy Horse från 2003. Albumet är en rockopera med handlingen förlagd i den fiktiva småstaden Greendale i Kalifornien. Handlingen kretsar kring familjen Green, vars liv förändras drastiskt efter ett mord.
Greendale gjordes även till film, med regi och manus av Young under pseudonymen Bernard Shakey.

## Låtlista
Samtliga låtar skrivna av Neil Young.
1. "Falling from Above" - 7:27
2. "Double E" - 5:18
3. "Devil's Sidewalk" - 5:18
4. "Leave the Driving" - 7:14
5. "Carmichael" - 10:20
6. "Bandit" - 5:12
7. "Grandpa's Interview" - 12:57
8. "Bringin' Down Dinner" - 3:16
9. "Sun Green" - 12:03
10. "Be the Rain" - 9:13

## Pressröster
Skivan fick internationellt sett ett ganska svalt mottagande. Washington Post var kritisk till skivan där man menade att karaktärerna inte var trovärdiga och att Youngs texter inte höll måttet. Allmusic.com gav den 3.5/5. I Sverige fick skivan ett blandat mottagande. SvD:s Anders Lundin rosade skivan och proklamerade att ”Greendale är ett konstprojekt och något av det bästa som 57-årige Neil Young författat och komponerat på mer än ett decennium." Även Expressens recensent Per Hägred var övervägande positiv och konstaterade att "De två avslutande låtarna tillhör de bästa han skrivit." Corren.se var dock desto mer kritisk till skivan och kallade dess innehåll för ett "evinnerligt malande".